# 格林代爾 (威斯康辛州)
格林代尔（Greendale）是美国威斯康星州密尔沃基县的一个村庄，位于42°56′15″N 87°59′49″W / 42.937615°N 87.996884°W，在密尔沃基的西南部，是密尔沃基大都市区的一部分。该村的总面积为5.57平方英里（14.43平方），人口14,046人（2010年美国人口普查）。

## 历史
格林代尔是由美国农业部建造的三个“绿带”社区之一，开始于1936年，为富兰克林·罗斯福新政的一部分，用来展示一种新的郊区生活，住房与花园，就业和镇中心均在步行距离内。另外两个“绿带”社区为马里兰州的（Greenbelt）和俄亥俄州的格林希尔（Greenhills）。这些社区有三个目标：结合城市和乡村生活的优势；为中等收入家庭提供合理价格的良好住房；并为失业工人提供就业机会。所有产业由政府所有，并根据收入，住房需要和家庭规模租给家庭。但是有特殊技能的人，例如医生和其他专业人士则是例外。在1949-1952年，所有权由政府出售给居民。

## 历史名胜
格林代尔历史区于2005年被列入国家史迹名录，2012年被列为国家历史地标。

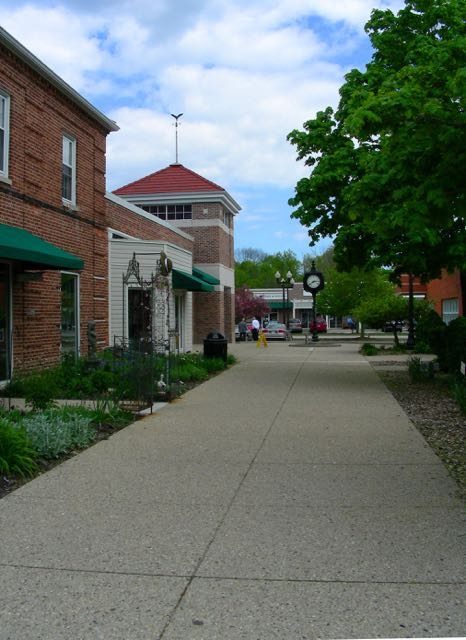
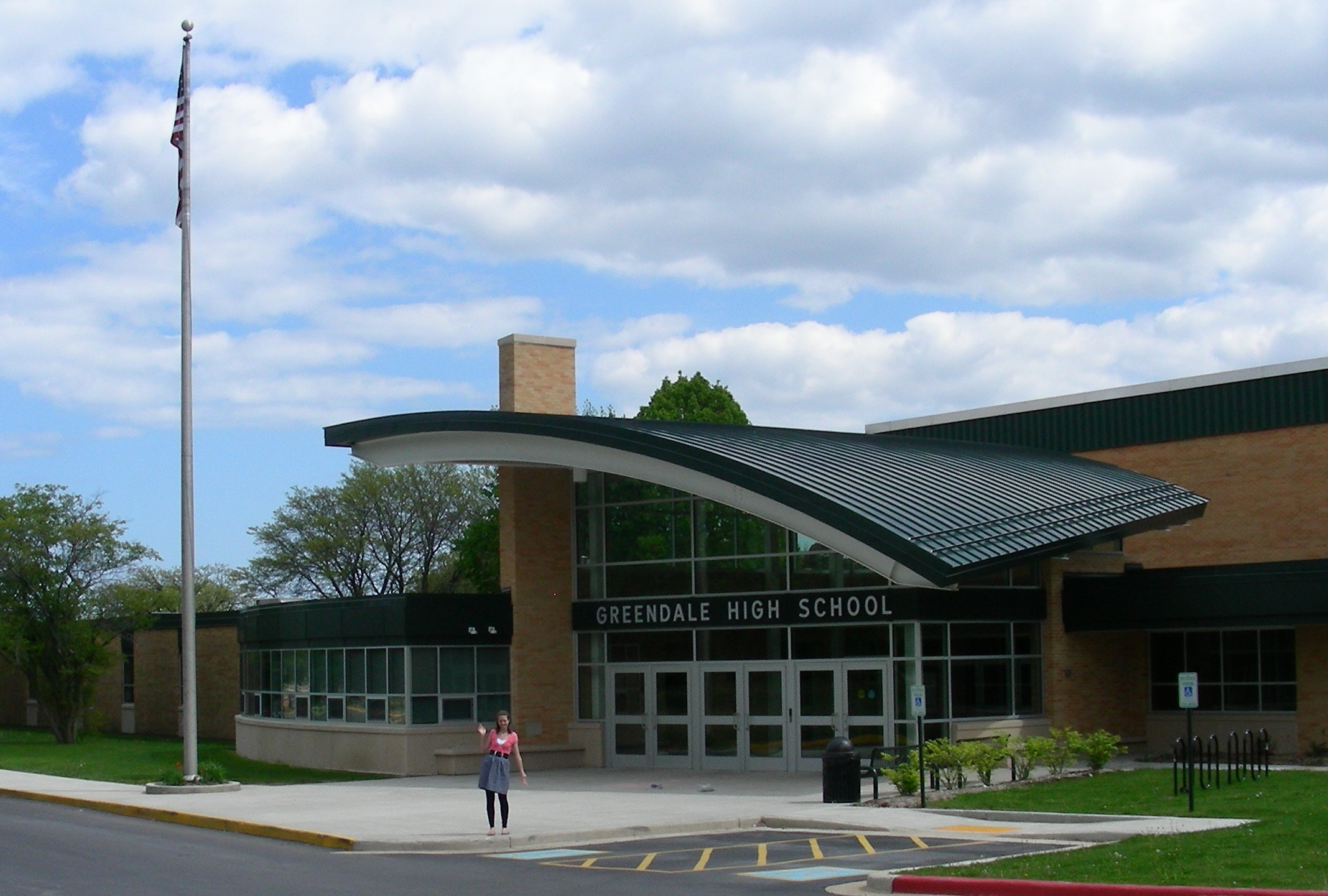
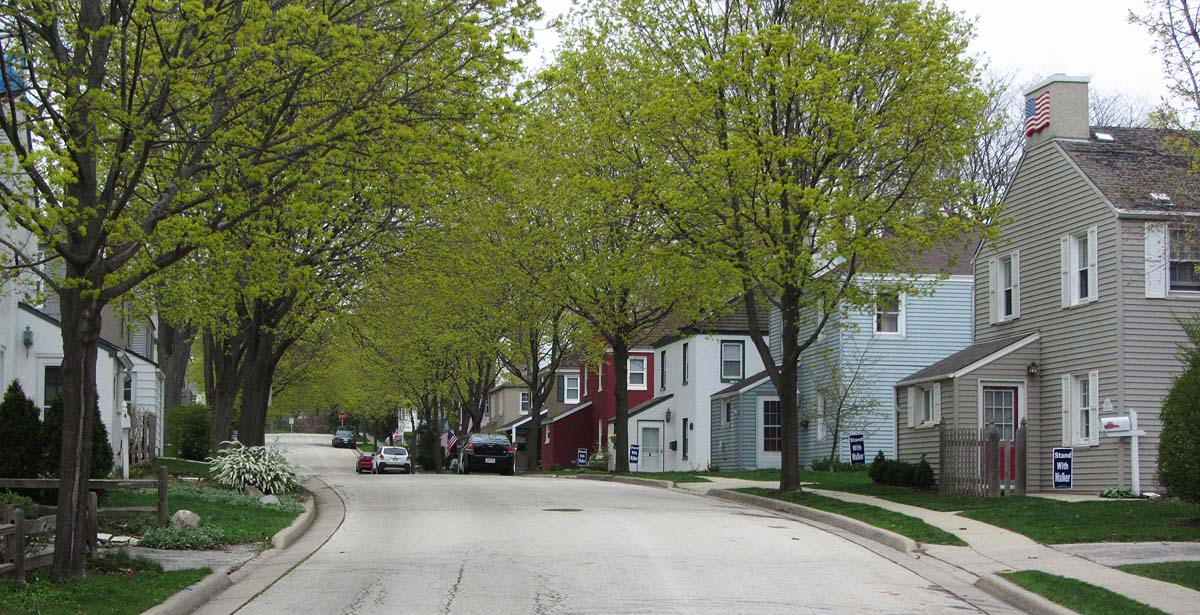
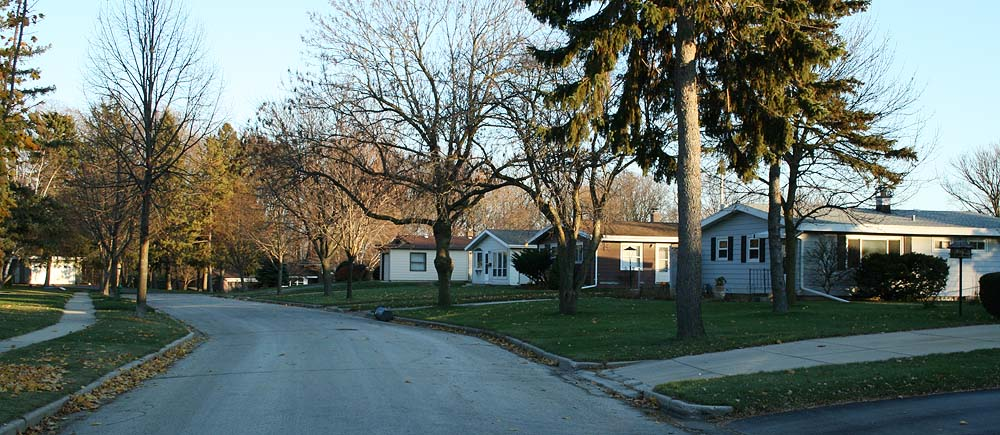
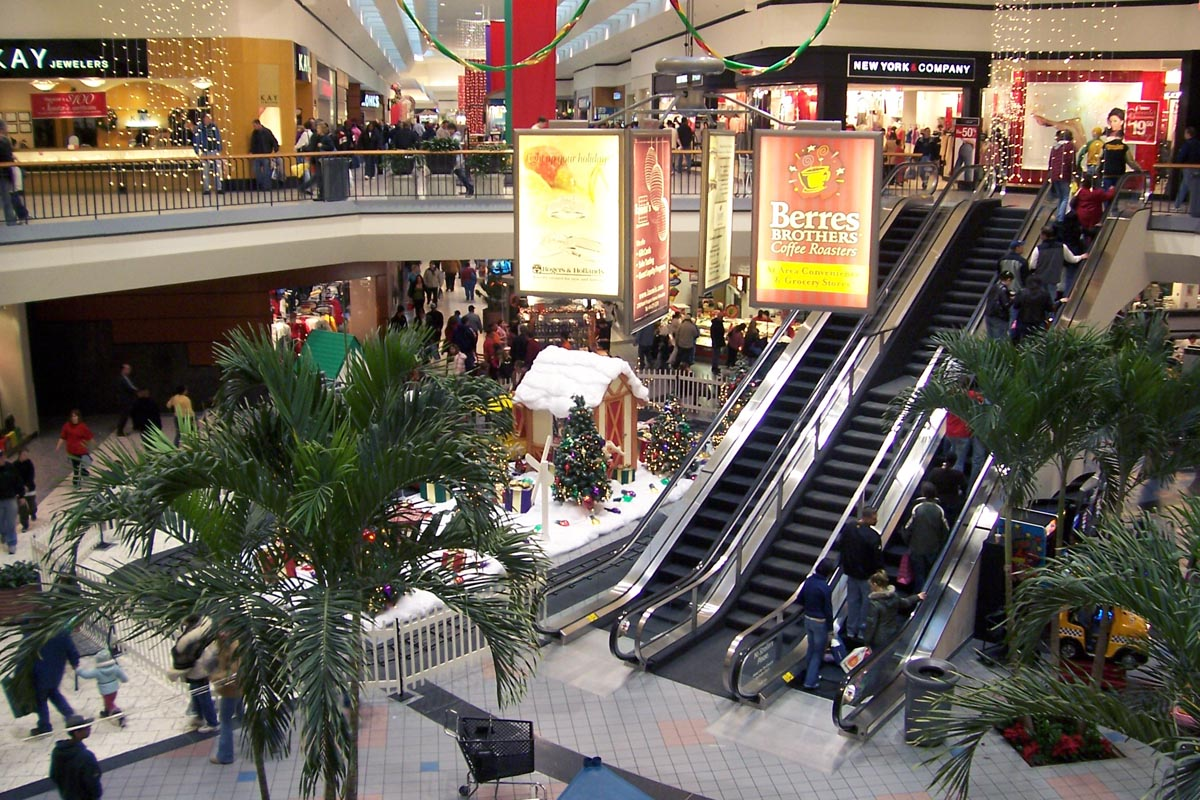
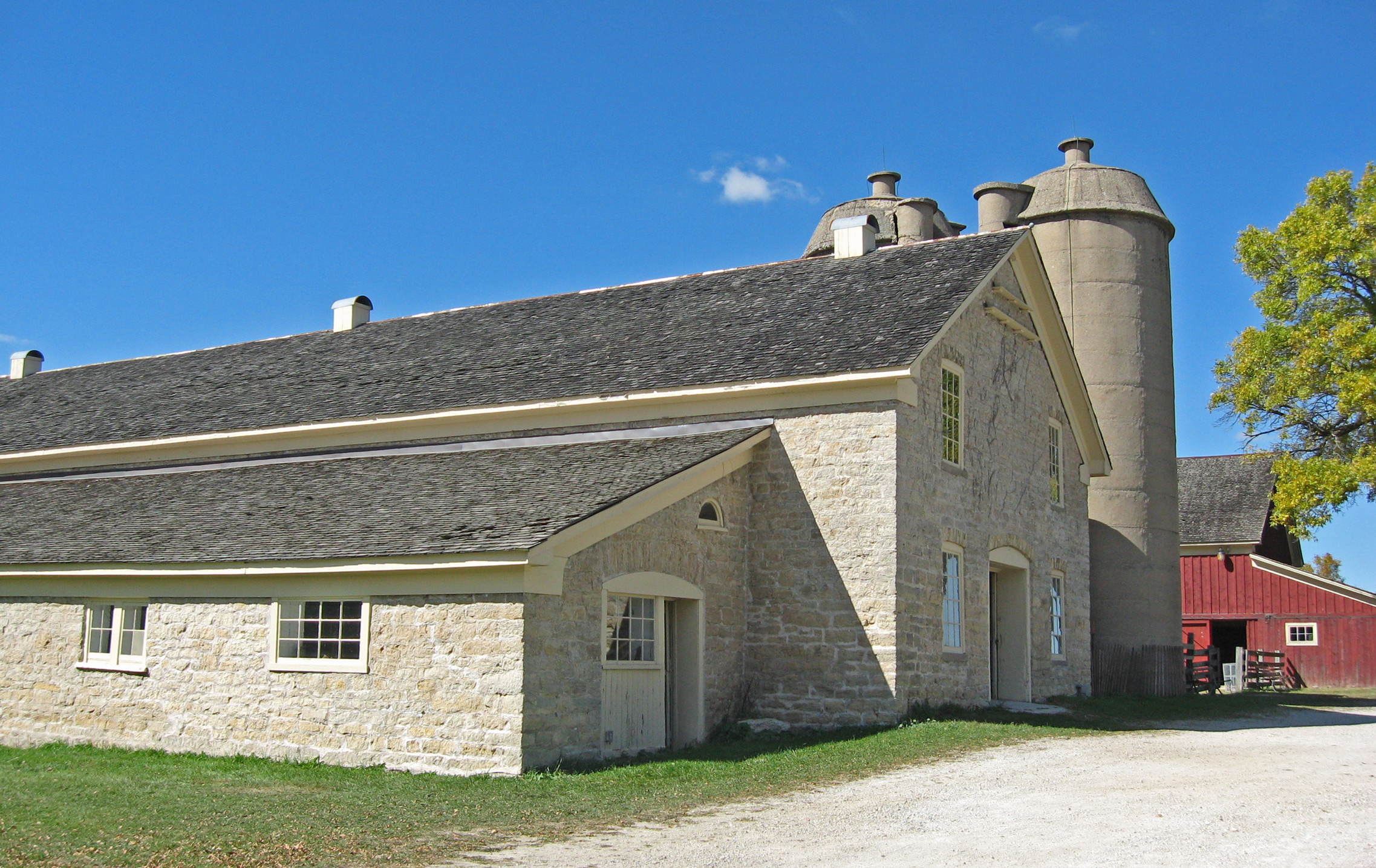
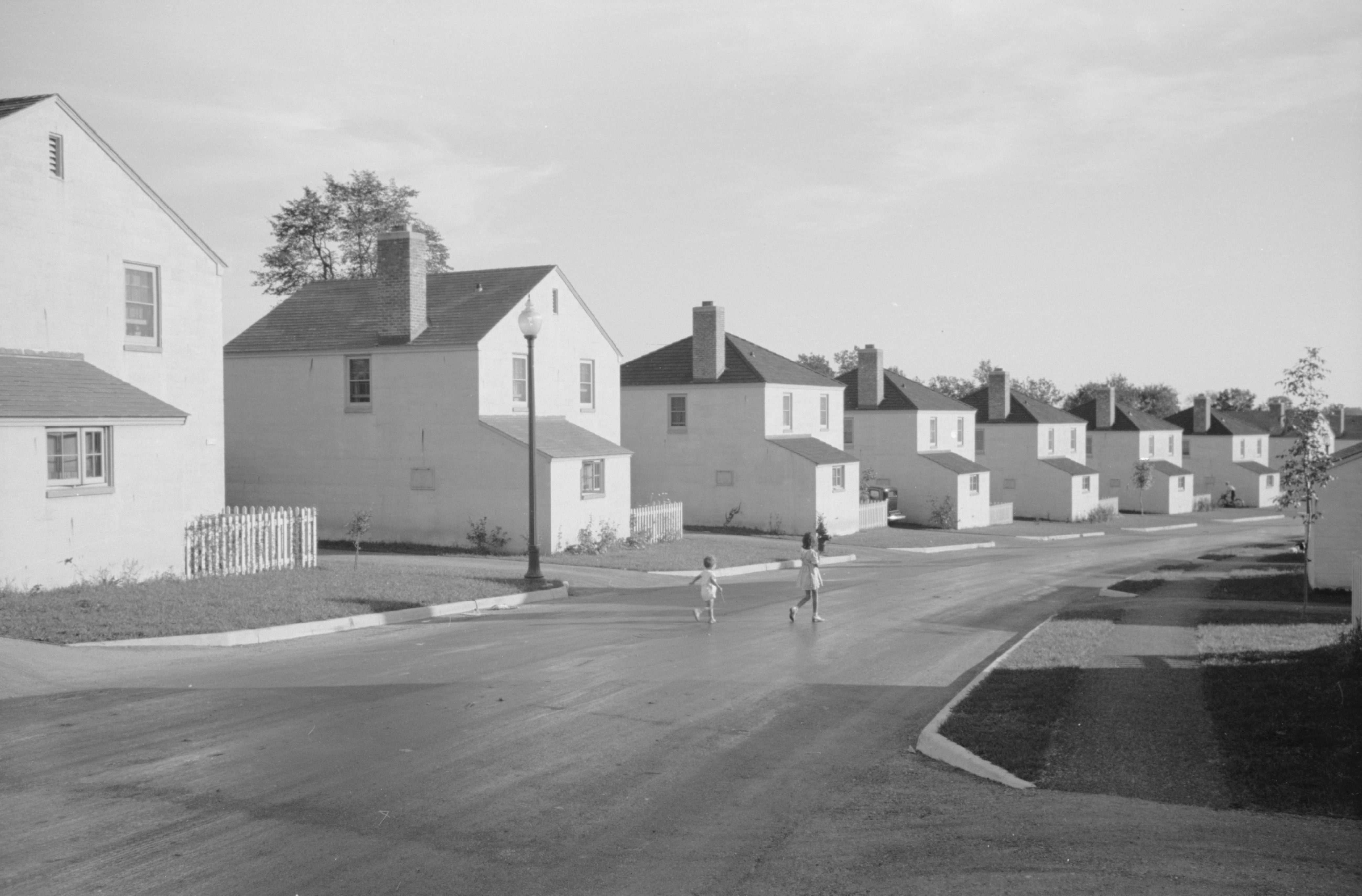
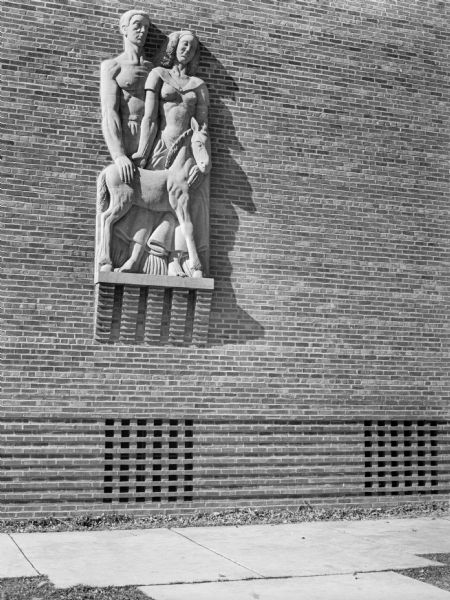
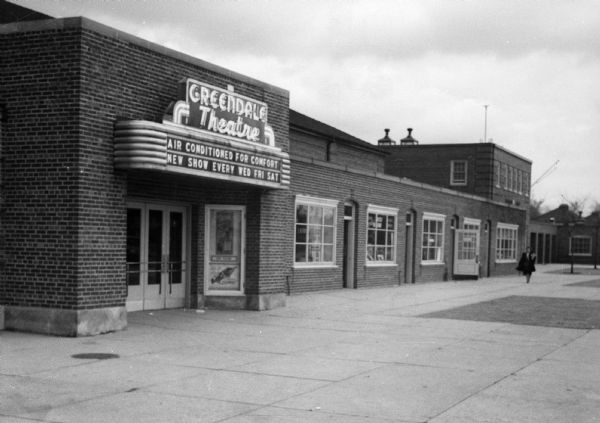